# Curranosia gemma
Curranosia gemma är en tvåvingeart som först beskrevs av Jacques-Marie-Frangile Bigot 1878.  Curranosia gemma ingår i släktet Curranosia och familjen husflugor. Inga underarter finns listade i Catalogue of Life.